# Robert Matwew
Robert Matwew (Neuss, 17 mei 1967) is een Duits voormalig professioneel wielrenner. Hij reed twee jaar voor Team Deutsche Telekom.

## Belangrijkste overwinningen
1989
- 7e etappe Ronde van Zweden

## Grote rondes
Geen